# Ece Seçkin
Ece Seçkin (* 12. September 1991 in Istanbul) ist eine türkische Popsängerin.

## Biografie

### Frühe Jahre
Seçkin wurde am 12. September 1991 in Istanbul geboren und wuchs dort auf. Im Alter von acht Jahren lernte sie bereits Klavier spielen und erhielt dabei Unterricht von ihrer Mutter. Bei der späteren Prüfung des Klavierkonservatoriums im Jahr 1998 belegte sie den ersten Platz. Neben dieser Tätigkeit erlernte Seçkin zusätzlich Ballett und nahm Tanzunterricht bei Filiz Çoskuner in Istanbul.
In ihrer Schulzeit entdeckte man Seçkins musikalische Talente. Sie trat dem Schulchor bei und gründete später eine kleine Band. Seçkin nahm, während sie noch die Schule besuchte, an verschiedenen kleineren Wettbewerben teil. 2006 erhielt sie privaten Gesangsunterricht bei Levent Arslan.
Nach ihrem Schulabschluss 2010 begann Seçkin ihr Studium an der Bahçeşehir Üniversitesi in der Fakultät für Rechtswissenschaften. Das Studium beendete sie 2014. Ziel war es, so sagte Seçkin selbst aus, in den Bereichen Musik und Akademie gleichermaßen erfolgreich zu sein. Das Zusammentreffen mit dem türkischen Musikproduzenten Ozan Doğulu im Jahr 2011 bedeutete den Beginn ihrer Musikkarriere.

### Musikalische Karriere
Im Jahr 2012 erschien das in Zusammenarbeit mit Ozan Doğulu produzierte Debütalbum Bu Ne Yaa, welches unter dem Label „Doğulu Production“ im September veröffentlicht wurde. 2013 erhielt sie die Auszeichnung Altın Kelebek in der Rubrik „Best Newcomer“. Neben dieser Auszeichnung wurde Seçkin für den Turkish Music Award und den Pal Fm Music Award als „Bester weiblicher Künstler“ nominiert.
Nach einer etwa eineinhalbjährigen Pause erschien die Duettsingle Hoşuna Mı Gidiyor in abermaliger Zusammenarbeit mit Doğulu.
Hoşuna Mi Gidiyor wurde als Promosingle veröffentlicht, zudem ist das Lied auch auf dem dritten Studioalbum 130 Bpm Moderato von Ozan Doğulu enthalten. Am 14. Oktober des gleichen Jahres brachte Seçkin die Single Şok Oldum heraus. Die Texte und Musik schrieb und produzierte Deniz Erten; Regie zum Musikvideo des Songs führte Murad Küçük.
Im Mai 2015 brachte Seçkin die die EP Aman Aman heraus. Das gleichnamige Lied stieg nach der Veröffentlichung sofort in die Top Ten der türkischen Charts und wurde auch international ein großer Erfolg. Aman Aman verzeichnete hohe Klickzahlen auf den Plattformen YouTube, Spotify sowie Deezer, was auch zu einem deutlichen Anstieg ihres Bekanntheitsgrades führte.
Am 4. Juli 2016 veröffentlichte Seçkin ihr drittes Studioalbum Zamanım Yok. Dieses Album, welches nach dem gleichnamigen Lied benannt ist, enthält u. a. die Duettsingle Hoş Geldin Ayrılığa, die in Zusammenarbeit mit der Gruppe Kolpa entstand, sowie den Song Adeyyo, der ebenfalls Erfolge erzielen konnte und in den türkischen Charts vertreten war.
Am 15. August 2018 veröffentlichte sie die Single Dibine Dibine. Das dazugehörige Musikvideo wurde in Südafrika gedreht.
Im Jahr 2025 erschien ihr Debüt-Album Spektrum.

## Diskografie
Alben
- 2025: Spektrum

EPs
- 2012: Bu Ne Yaa
- 2015: Aman Aman
- 2016: Zamanım Yok

Singles
| - 2012: Bu Ne Yaa - 2013: Mahşer - 2014: Şok Oldum - 2014: Hoşuna Mı Gidiyor (feat. Ozan Doğulu) - 2015: Aman Aman - 2015: Follow Me - 2016: Hoş Geldin Ayrılığa (feat. Kolpa) - 2016: Wet (feat. Ozan Doğulu & Baby Brown) - 2016: Adeyyo - 2017: Olsun - 2017: O La La (feat. Sinan Ceceli) - 2017: Sayın Seyirciler (feat. Ozan Doğulu) - 2018: Vazgeçtim (feat. Ozan Doğulu) - 2018: Dibine Dibine - 2018: Kafalar Karışık (mit Derya Uluğ) - 2019: Geçmiş Zaman - 2019: Nos Fuimos Lejos - Turkish Version (mit Enrique Iglesias & Descemer Bueno) - 2019: Benjamins 3 (mit Rozz Kalliope) | - 2020: Anlayamazsın (mit Sinan Akçıl) - 2020: Acayip İyi - 2021: Yastık - 2021: Bon Voyage (mit Faruk Sabancı) - 2021: Zafer için Doğanlar - 2022: Ağladın Ya (mit Sinan Akçıl) - 2022: Sen Hala Ordasın - 2022: Yeşil Su - 2022: Güzelim - 2022: Karma (mit Anıl Piyancı & Genco Ecer) - 2023: Masum - 2024: Lambalar - 2024: Atmıyor Nabzım - 2024: Atlantis - 2024: Kör - 2025: Kör Bıçak - 2025: Yansın |

## Filmografie
Serien
- 2016: Paramparça
- 2018: Söz

Filme
- 2018: Kafalar Karışık

## Auszeichnungen
Nominiert
Turkish Music Awards
- 2013: In der Kategorie „Best Newcomer“

Pal Fm Music Awards
- 2013: In der Kategorie „Bester weiblicher Künstler“

Gewonnen
Altın Kelebek Awards
- 2013: In der Kategorie „Bester Newcomer“

Yakındoğu Üniversitesi Video Music Awards
- 2015: In der Kategorie „Video des Jahres“ für Hoşuna Mı Gidiyor

Turkish Youth Awards
- 2015: In der Kategorie „Bester Song“ für Hoşuna Mı Gidiyor

Kunstpreis der Arel-Universität
- 2015: In der Kategorie „Bestes Lied des Jahres 2014“ für Hoşuna Mı Gidiyor

DMC Awards
- 2015: In der Kategorie „Digital Sales“ für Hoşuna Mı Gidiyor
- 2016: In der Kategorie „Digital Sales“ für Hoşgeldin Ayrılığa

İstanbul Kültür Üniversitesi Social Media Festival Awards
- 2016: In der Kategorie „Bester weiblicher Künstler“

TURKMSIC Yılın En'leri Awards
- 2017: In der Kategorie „Bester Popsänger des Jahres“

Yeditepe Üniversitesi Dilek Awards
- 2017: In der Kategorie „Bester Song“ für Adeyyo